# Desfilada del sufragi femení
La Desfilada del sufragi femení el 3 de març de 1913 va ser la primera manifestació de sufragistes a Washington, DC. També va ser la primera gran marxa organitzada a Washington amb finalitats polítiques. La desfilada va ser organitzada per les sufragistes Alice Paul i Lucy Burns per a la National American Woman Suffrage Association [Associació Nacional de Sufragi de Dones Americanes] (NAWSA). La planificació de l'esdeveniment va començar a Washington el desembre de 1912. Tal com s'indica en el seu programa oficial, l'objectiu de la manifestació era «marxar amb esperit de protesta contra l'actual organització política de la societat, de la qual les dones estan excloses».
Les xifres de participació varien entre 5.000 i 10.000 manifestants. Sufragistes i partidaris van marxar per l'avinguda Pennsylvania el dilluns 3 de març de 1913, el dia abans de la presa de possessió del president Woodrow Wilson. Alice Paul havia seleccionat el lloc i la data per maximitzar-ne la publicitat, però es va trobar amb la resistència del departament de policia de la capital. La manifestació va consistir en una processó amb carrosses, bandes de música i diferents grups representatius de dones a casa, a l'escola i al lloc de treball. A l'edifici del Tresor, durant la desfilada, es va representar un certamen de quadres al·legòrics. L'acte final va ser una concentració al Memorial Continental Hall amb ponents destacats, com Anna Howard Shaw i Helen Keller.
Abans de l'esdeveniment, la participació negra a la marxa amenaçava de provocar una fractura amb les delegacions dels estats del sud. Algunes negres van marxar amb delegacions estatals. Un grup de la Universitat de Howard va participar en la desfilada. Algunes fonts al·leguen que les dones negres estaven segregades a la part posterior de la desfilada; tanmateix, fonts contemporànies suggereixen que van marxar amb les seves respectives delegacions estatals o grups professionals.
Durant la manifestació, la policia del districte no va aconseguir mantenir l'enorme multitud fora del carrer, impedint el progrés dels manifestants. Molts participants van ser objecte d'interrogatoris i increpacions per part dels espectadors, tot i que també hi havia molts seguidors i partidaris. Les manifestants van ser finalment assistides per grups de ciutadans i també per la cavalleria, tot i que moltes van acabar a l'hospital. La policia va ser després sotmesa a una investigació del Congrés per fallades de seguretat. L'esdeveniment donava el tret de sortida a la campanya d'Alice Paul per reenfocar el moviment del sufragi en l'obtenció d'una esmena constitucional nacional per al sufragi femení. Amb això es pretenia pressionar el president Wilson perquè donés suport a una esmena, però va resistir les seves demandes encara durant anys.
La manifestació va aparèixer a la pel·lícula Iron Jawed Angels el 2004. El 2026 està previst que es distribueixi un bitllet de deu dòlars dels EUA amb imatges de la desfilada.

## Antecedents

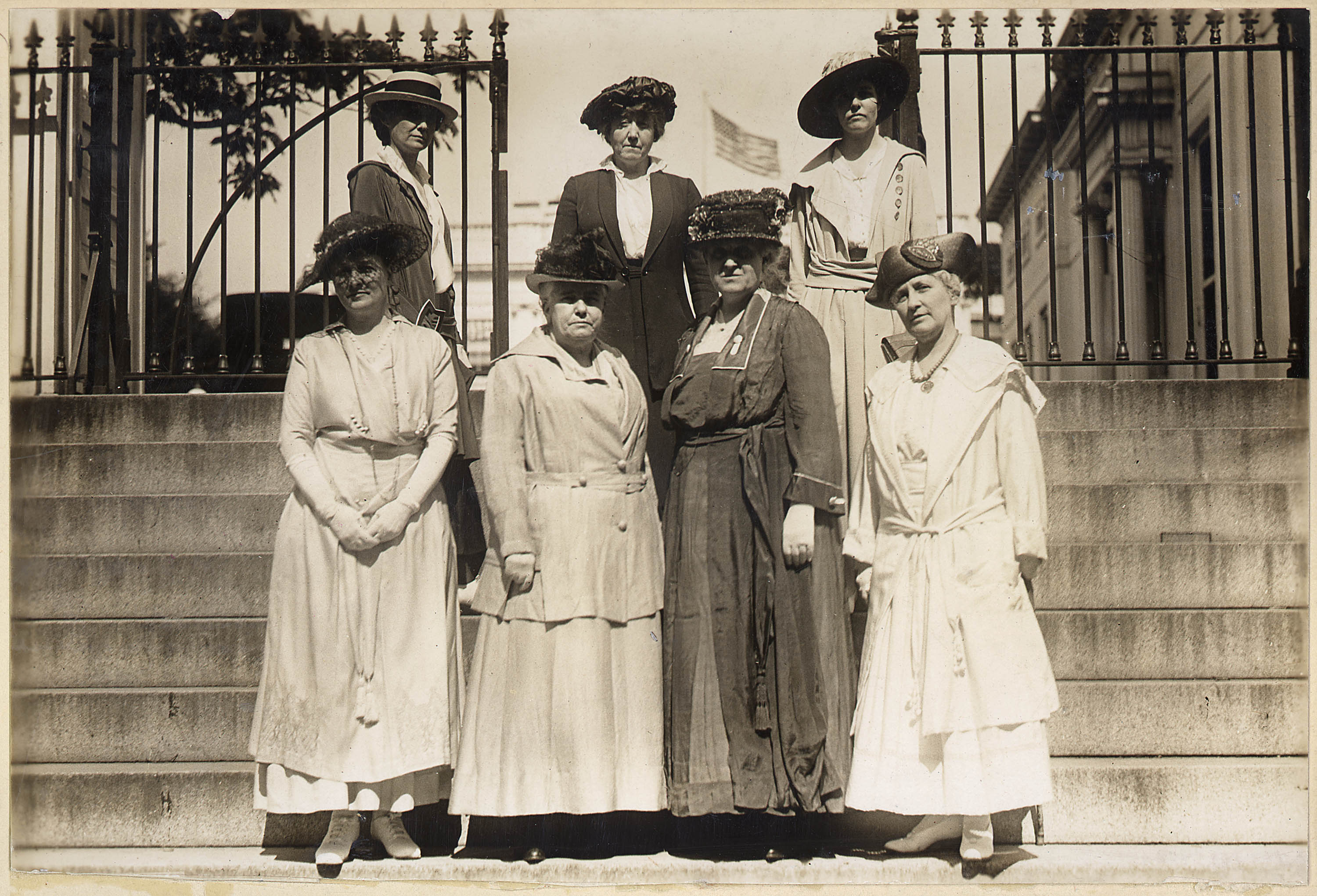
Oficials de la NAWSA cap al 1916. Primera fila: Maud Wood Park, Anna Howard Shaw, Carrie Chapman Catt, Helen H. Gardner; segona fila, Rose Emmet Young, Mrs. George Bass i Ruth White.

Les sufragistes estatunidenques Alice Paul i Lucy Burns van impulsar l'adopció d'una estratègia nacional per al sufragi femení amb la  National American Woman Suffrage Association [Associació Nacional de Sufragi de Dones Americanes] (NAWSA). Paul i Burns havien vist de primera mà l'efectivitat de l'activisme militant mentre treballaven per a Emmeline Pankhurst a la Unió Social i Política de les Dones [Women's Social and Political Union] (WSPU), a la Gran Bretanya. La seva educació incloïa concentracions, marxes i manifestacions, coneixement que totes dues posarien a treballar a Amèrica. Ja tenien experiència de primera mà amb l'empresonament com a reacció contra l'activisme sufragista. Havien fet vagues de fam i havien patit alimentació forçada. No tenien por de ser provocadores, fins i tot sabent-ne les possibles conseqüències. La desfilada seria la seva primera incursió per passar a la modalitat militant en un escenari nacional.
Paul i Burns van trobar que moltes sufragistes donaven suport a les tàctiques militants de la WSPU, com Harriot Stanton Blatch, Alva Belmont, Elizabeth Robins i Rheta Child Dorr. Burns i Paul van reconèixer que les dones dels sis estats que tenien sufragi total en aquell moment formaven un bloc de vot poderós. Van presentar la proposta d'Anna Howard Shaw per al lideratge de la NAWSA en la seva convenció anual el 1912. La direcció no estava interessada a canviar l'estratègia d'estat per estat i va rebutjar la idea de fer una campanya que responsabilitzés el Partit Demòcrata. Paul i Burns van apel·lar a la destacada reformadora Jane Addams, que va intercedir en nom seu, donant lloc que Paul fos nomenada presidenta del Comitè del Congrés.
Fins a aquell moment, el moviment del sufragi femení s'havia basat en arguments oratoris i escrits per mantenir el tema davant del públic. Alice Paul creia que ja era hora d'afegir-hi un element visual fort a la campanya, fins i tot més gran del que havia previst per a la conferència de la NAWSA de 1912. Tot i que les seves tàctiques eren no-violentes, amb un element de retòrica visual es podia aconseguir un impacte durador. Va sentir que era hora que les dones deixessin de demanar el sufragi i l'exigissin amb coacció política. Encara que les sufragistes havien organitzat marxes a moltes ciutats, aquesta seria la primera per a Washington, DC. També seria la primera gran manifestació política a la capital de la nació. L'única manifestació semblant anterior l'havia fet un grup de cinc-cents homes conegut com a Coxey's Army, que havia protestat per l'atur, el 1894.
En el moment en què Paul i Burns van ser designades per dirigir el Comitè del Congrés de la NAWSA, no era més que un comitè a l'ombra encapçalat per Elizabeth Kent, esposa d'un congressista de Califòrnia, amb un pressupost anual de deu dòlars, que normalment no es gastaven. Amb Paul i Burns al capdavant, el comitè va reactivar l'impuls d'una esmena per al sufragi nacional. A finals de 1913, Alice Paul va informar a la NAWSA que el comitè havia recaptat i gastat més de 25.000 dòlars en la causa del sufragi durant l'any.
Paul i Burns van persuadir la NAWSA d'aprovar el projecte d'una immensa desfilada pel sufragi a Washington, DC, coincidint amb la presa de possessió el març següent del tot just acabat d'elegir president Woodrow Wilson. La direcció de la NAWSA va confiar tota l'operació al comitè. Van organitzar voluntàries, van planificar i van recaptar fons per preparar la desfilada amb molt poca ajuda de la NAWSA.

## Planificació

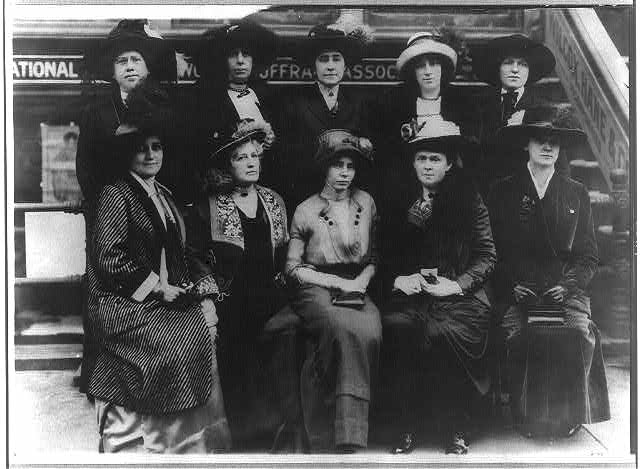
Membres del Comitè del Congrés de la NAWSA. A la segona fila des de l'esquerra hi ha Nina Allender; la segona des de la dreta és Hazel MacKaye; a l'extrem dret, Elsie Hill. Primera fila (d'esquerra a dreta): Glenna Tinnin, Helen Gardener, Alice Paul, Elizabeth Thatcher Kent i Genevieve Stone.

Una cop la junta havia aprovat la desfilada el desembre de 1912, va nomenar Dora Lewis, Mary Ritter Beard i Crystal Eastman per al Comitè.
Alice Paul va arribar a Washington, DC, el desembre de 1912 per començar a organitzar l'esdeveniment. Quan el Comitè del Congrés va tenir la seva primera reunió a la nova seu de Washington, el 2 de gener de 1913, més de 130 dones s'havien presentat per començar a treballar-hi.
Entre les sufragistes locals, va ser ajudada per l'advocada Florence Etheridge i la professora Elsie Hill, filla d'un congressista. Kent, l'antic president del comitè, va ser fonamental per obrir portes a Washington a Paul i Burns. Des de la NAWSA, Paul va reclutar Emma Gillett i Helen Hamilton Gardener per ser tresorera i presidenta de publicitat, respectivament. Belva Lockwood, que s'havia postulat a la presidència el 1884, també va assistir a la reunió inicial. Paul va reclutar Hazel MacKaye per dissenyar carrosses professionals i quadres al·legòrics que es presentaven simultàniament amb la processó. La desfilada es va anomenar oficialment Desfilada del Sufragi Femení. Segons el programa de l'acte, la finalitat declarada era «marxar amb esperit de protesta contra l'actual organització política de la societat, de la qual les dones estan excloses». Doris Stevens, que va treballar estretament amb Paul, va afirmar que... «la processó era per dramatitzar en nombre i bellesa el fet que les dones volien votar —que les dones estaven demanant a l'Administració, al poder, al govern nacional que accelerés el dia».
La data de la desfilada, el 3 de març, era important perquè el nou president Woodrow Wilson, que havia de prendre possessió l'endemà, volia anunciar que aquest seria un tema clau durant el seu mandat. Alice Paul volia pressionar-lo perquè donés suport a una esmena nacional. També s'assegurava que la manifestació gaudís d'un gran públic i publicitat. Afortunadament, Washington tenia delegacions al Congrés de tots els estats, i es podia comptar amb algunes de les seves dones per representar aquests estats. Així mateix, les ambaixades podrien proporcionar manifestants de països llunyans.
Per maximitzar l'ús dels fons per a la publicitat i la construcció d'una xarxa nacional, el Comitè del Congrés va deixar clar que les organitzacions i delegacions participants haurien de finançar les seves pròpies despeses de viatge, allotjament i altres.

### Ruta de la manifestació i seguretat

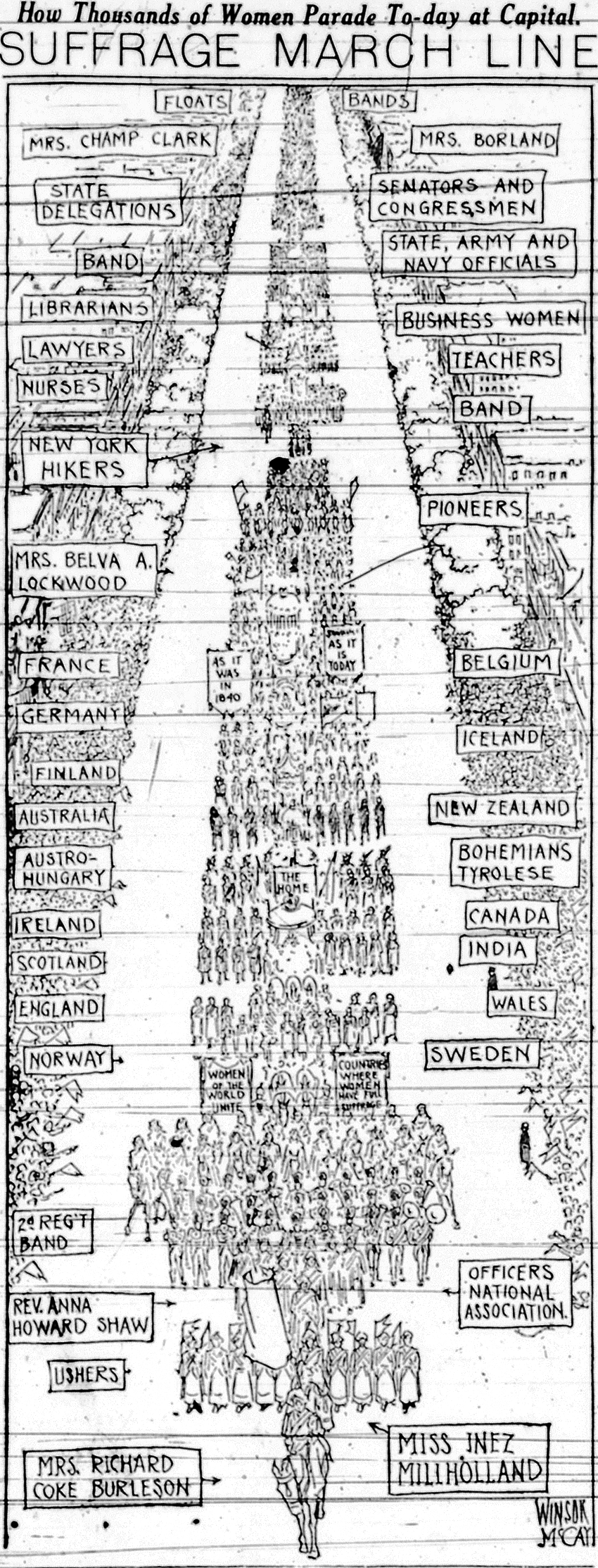
Línia de marxa de la desfilada pel sufragi

El recorregut que Alice Paul va preferir també buscava el màxim impacte en la percepció del públic. Va sol·licitar un permís per marxar per l'avinguda Pennsylvania des del Monument de la Pau fins a l'edifici del Tresor, i després cap a la Casa Blanca abans d'acabar a Continental Hall. El superintendent de policia del districte, el major Richard H. Sylvester, va oferir un permís per a Sixteenth Street, que hauria portat la processó per una zona residencial, passant per diverses ambaixades. Més tard va afirmar que havia pensat que les sufragistes volien fer la desfilada a la nit i que la policia no hauria pogut proporcionar prou seguretat si marxaven des del Capitoli. Sylvester va assenyalar el caràcter aspre de la baixa avinguda de Pennsylvania i el tipus de gent que pot assistir a la inauguració. Paul no estava satisfeta amb la seva ruta alternativa. Va portar la seva petició als comissaris de Districte i a la premsa. Finalment, van cedir i van concedir la seva demanda.
La inauguració presidencial va comportar una gran afluència de visitants d'arreu del país. Els mitjans de comunicació calculaven que hi havia entre un quart i mig milió de persones. Preveient que la majoria d'aquestes persones vindrien a observar la desfilada pel sufragi, Alice Paul estava preocupada per la capacitat de la policia local per manejar la multitud; i la seva inquietud es va demostrar justificada. Sylvester només havia ofert una força de 100 oficials, cosa que Paul considerava inadequada. Va intentar obtenir la intervenció del president William Howard Taft, que la va derivar al secretari de Guerra Henry L. Stimson. La setmana abans de la desfilada, el Congrés va aprovar una resolució que ordenava a la policia del districte que interrompés tot el trànsit des del Monument a la Pau fins al carrer 17 de 15.00 a 17.00 hores el dia de la desfilada i evités qualsevol interferència amb la manifestació. Paul va reclutar una dona amb connexions polítiques per intervenir-hi, Elizabeth Selden Rogers, que es va posar en contacte amb el seu cunyat, el secretari Stimson, per demanar a la cavalleria que li proporcionés seguretat addicional.

### Contrarestar els sentiments contra el sufragi
Alice Paul va emfatitzar estratègicament la bellesa, la feminitat i els rols femenins tradicionals a la manifestació. El tema escollit per a la desfilada era «Ideals i virtuts de la feminitat americana». Aquestes característiques eren percebudes pels antisufragistes com les més amenaçades per donar el vot a les dones. Volia demostrar que les dones podien ser totes aquestes coses i encara ser intel·ligents i competents per votar i ocupar qualsevol altre paper a la societat, porquè l'atractiu i el talent professional no s'exclouen mútuament. Inez Milholland, una advocada laboralista de la ciutat de Nova York, seria l'heralda i encapçalaria la marxa.

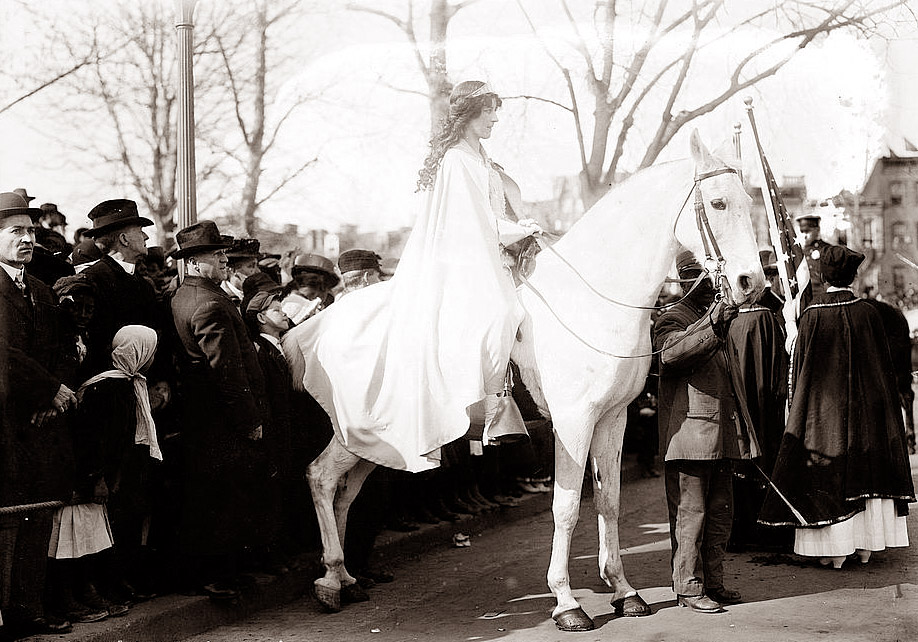
Inez Milholland encapçalava la manifestació.

## La desfilada

### L'alineació de manifestants

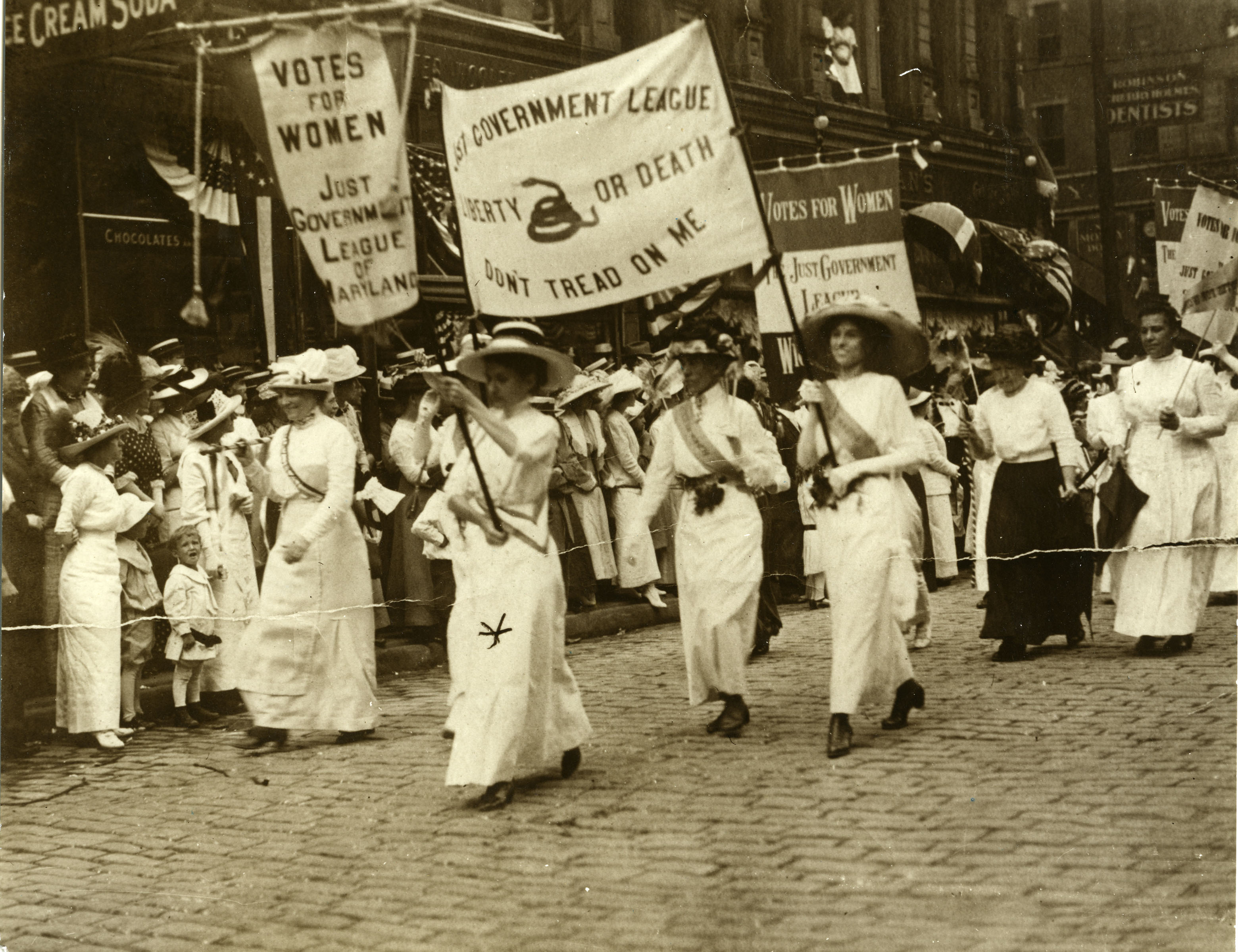
La Lliga de Govern Just de Maryland marxa amb una variació de la bandera de Gadsden.

Els mitjans van informar que la desfilada pel sufragi va eclipsar fins i tot la inauguració. Es van llogar trens especials del sufragi per portar espectadors d'altres ciutats, sumant-se a les multituds a Washington. La novetat de la processó va atreure un enorme interès a tot l'est dels Estats Units. La manifestació va atraure tanta multitud que el president electe Wilson va quedar desconcertat perquè no hi havia prou gent a rebre'l quan ell va arribar a la ciutat aquell dia.

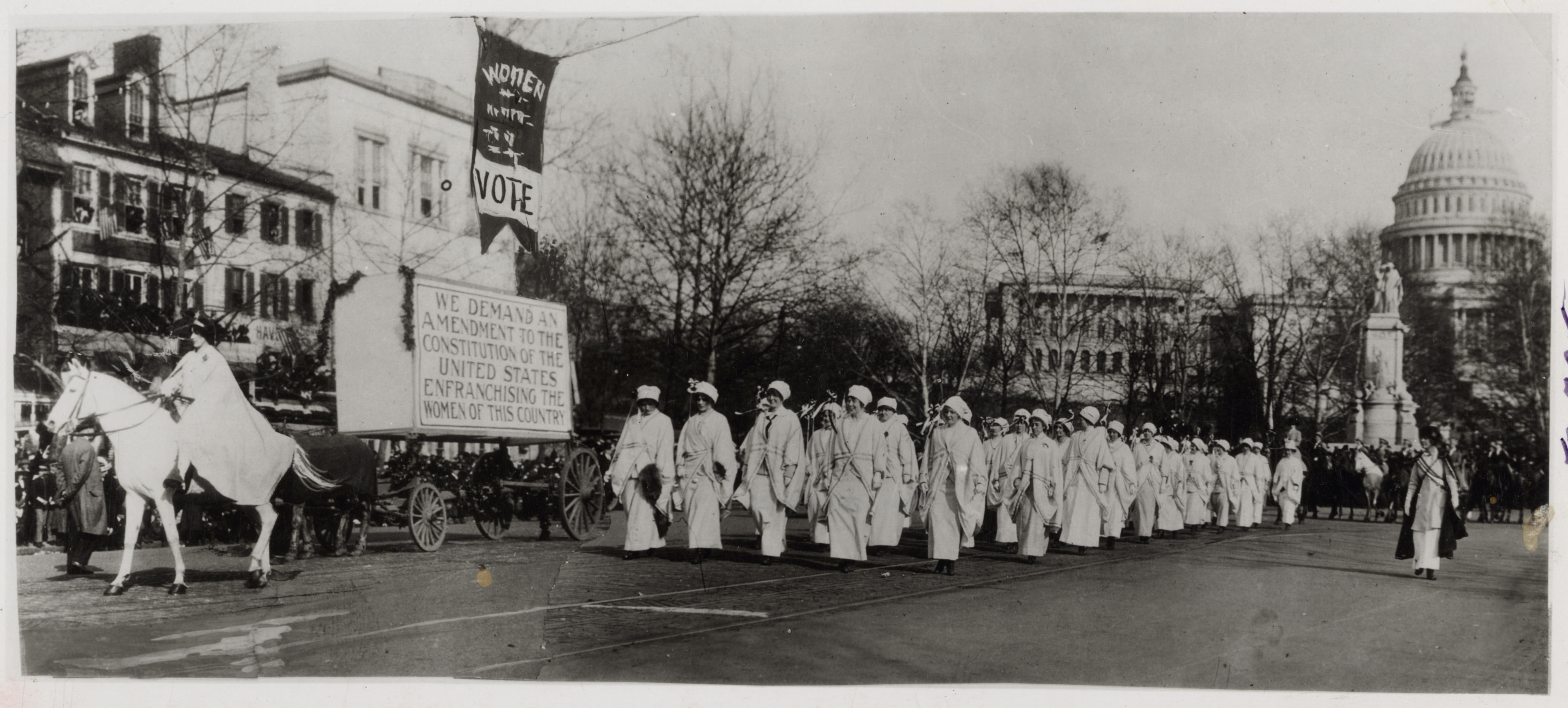
Cap de la processó del sufragi femení amb l'heralda Inez Milholland al capdavant

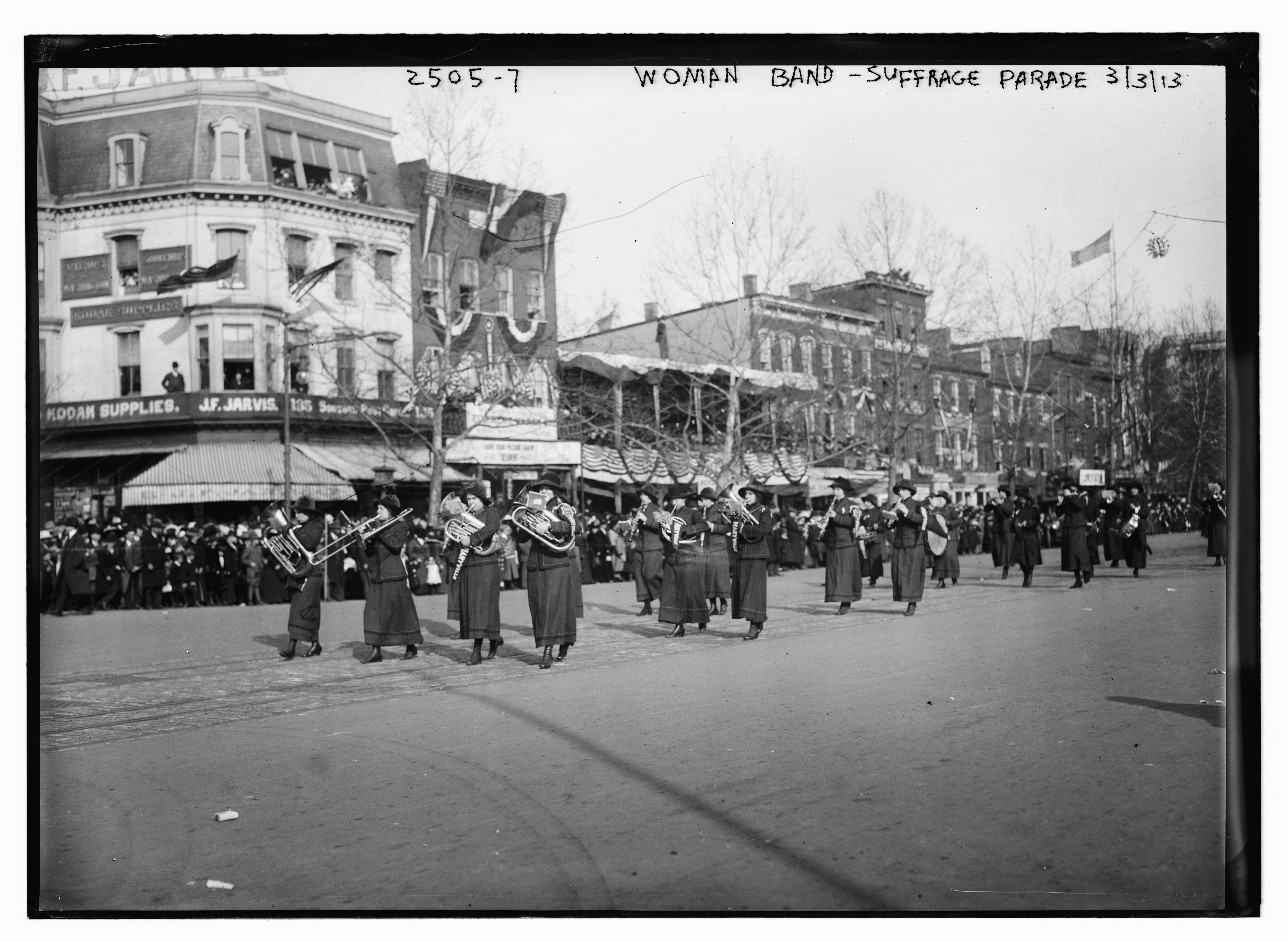
Banda de dones a la Desfilada del sufragi femení

Jane Walker Burleson a cavall, acompanyant una maqueta de la Campana de la Llibertat portada de Filadèlfia, va encapçalar la processó com a Gran Mariscala, seguida immediatament per l'heralda, Milholland, sobre un cavall blanc. Una capa de color blau pàl·lid fluïa sobre el seu vestit blanc, subjecta per una creu de Malta. La seva pancarta proclamava «Forward into Light», una frase originada per Pankhurst i posteriorment utilitzada per Blatch. Immediatament darrere de l'heralda hi havia un vagó que deia amb valentia «Exigim una esmena a la Constitució dels Estats Units per donar dret a les dones d'aquest país». El següent era la junta nacional de la NAWSA, encapçalada per Shaw.
Per augmentar l'impacte visual, Paul va dictar un esquema de colors per a cada grup de manifestants. L'arc de Sant Martí de colors representava dones sortint a la llum del futur des de la foscor del passat. Per afegir dramatisme entre grups de dones que marxaven, «Paul va reclutar 26 carrosses, 6 carros d'or, 10 bandes, 45 capitans, 200 mariscals, 120 pàgines, 6 heralds muntats i 6 brigades muntades», segons Adams i Keene. Les estimacions sobre el nombre de participants a la processó oscil·laven entre 5.000 i 10.000.
La primera secció va comptar amb manifestants i carrosses de països on les dones ja tenien el vot: Noruega, Finlàndia, Austràlia i Nova Zelanda. La segona secció tenia carrosses que representaven escenes històriques del moviment sufragista de 1840, 1870 i 1890. Després venia una carrossa que representava l'estat de la campanya el 1913 en un quadre positiu de dones inspirant un grup de noies. Una sèrie de carrosses representaven homes i dones treballant colze a colze a casa i en diverses professions. Els seguia una amb un home que sostenia una representació del govern sobre les seves espatlles mentre una dona amb les mans lligades estava impotent al seu costat.
Una carrossa representava infermeres, seguida d'un grup d'infermeres en marxa. Els grups de dones que representaven els rols tradicionals de la maternitat i la llar venien després a canviar la imatge de les sufragistes com a dones treballadores sense sexe. Seguia un ordre acuradament orquestrat de dones professionals, començant per diversos grups d'infermeria, la Unió Cristiana de Dones per la Temprança i l'Associació de pares i mestres (PTA), abans d'incorporar-hi finalment professionals no tradicionals com advocades, artistes i empresàries.
Després d'una carrossa que representava la Carta de Drets va aparèixer una pancarta que mostrava els nou estats amb sufragi amb colors brillants i els estats restants en negre. Aquest tema també es va representar gràficament fent servir dones vestides de la mateixa manera. Portaven una pancarta que suggeria que les dones sense vot estaven esclavitzades dels homes amb el vot, citant Abraham Lincoln: «Cap país pot existir mig esclau i mig lliure». Les dones dels estats amb sufragi mostrave les seves pancartes de colors als carros que precedien cada grup.
Un grup destacat de la manifestació va ser el dels pelegrins encapçalats pel «general» Rosalie Jones. Les excursionistes de capa marró van recórrer més de 200 milles (320 km) de la ciutat de Nova York a Washington en setze dies. El seu viatge va rebre una considerable cobertura de premsa, i una gran multitud es va reunir per saludar-les quan arribaren a la ciutat el 28 de febrer.

### Quadres al·legòrics
Simultàniament a la desfilada, un quadre al·legòric es va desplegar a les escales de l'Edifici del Tresor. El certamen va ser escrit per la dramaturga Hazel MacKaye i dirigit per Glenna Smith Tinnin. Aquestes escenes van ser interpretades per actors silenciosos per retratar diversos atributs de patriotisme i orgull cívic, que tant homes com dones es van esforçar per emular. El públic reconeixeria l'estil de presentació d'esdeveniments festius similars a tot el país. MacKaye va ambientar cada escena utilitzant dones vestides amb vestits d'estil toga i acompanyades d'una música simbòlica de saló que també seria familiar per al públic.

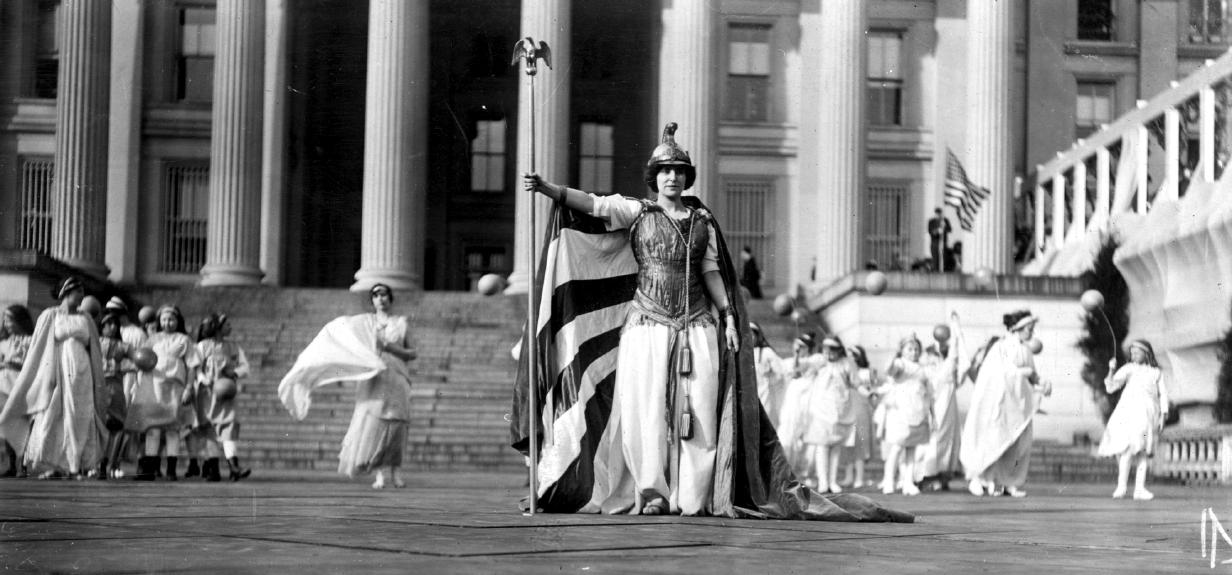
L'actriu alemanya Hedwiga Reicher en el paper de Columbia

L'acte va començar amb un relleu de trucades de trompeta des del Monument de la Pau a l'Edifici del Tresor. La primera escena va comptar amb Columbia, que va pujar a l'escenari amb els compassos de The Star-Spangled Banner. Va convocar Llibertat, Caritat, Justícia, Esperança i Pau per unir-s'hi. A l'escena final, Columbia es va posar com a guardiana de totes aquestes altres, mentre es reunien per contemplar la processó de sufragistes que s'acostava. En crear aquest drama impressionant, Alice Paul va diferenciar el moviment sufragiista nord-americà del britànic «apropant-se plenament de les millors possibilitats de retòrica visual no-violenta» per Adams i Keene.

### Participants destacats
Algunes de les dones enumerades eren molt conegudes abans de l'esdeveniment, mentre que d'altres es van fer notables més tard. La majoria de noms provenen del programa oficial de l'esdeveniment.
- La doctora Nellie V. Mark feia de mariscala de les dones professionals de Maryland, dins del sector de Maryland de la desfilada.[8]
- Jeannette Rankin, de Montana, va marxar sota el signe del seu estat; va tornar a Washington quatre anys més tard com a representant dels Estats Units.
- Charlotte Anita Whitney, que més tard es va convertir en una figura política al seu estat natal de Califòrnia, va exercir com a vicepresidenta segona de NAWSA i va marxar amb les oficials.
- Mary Ware Dennett, de Nova York, també va marxar amb la junta de la NAWSA com a secretària corresponent.
- Susan Walker Fitzgerald, secretària d'enregistrament de la NAWSA de Boston, després va passar a servir a la legislatura de Massachusetts.
- Katherine Dexter McCormick, tresorera de la NAWSA, es va convertir en una destacada filantropa i principal finançadora de la investigació sobre el control de la natalitat.
- Harriet Burton Laidlaw, primera auditora del consell de NAWSA, era de Nova York i activista política en molts temes.
- Abby Scott Baker, resident i activista de DC, va organitzar les carrosses i manifestacions a la secció per a països estrangers.
- Dorothy Bernard, nascuda a Sud-àfrica, va tenir una carrera d'actriu a Califòrnia, i va organitzar el grup d'actrius de la processó.
- Jane Delano, presidenta i fundadora del Servei d'Infermeria de la Creu Roja Americana, va organitzar el grup d'infermeres.
- Carrie Clifford, autora feminista nord-americana, dona de club i activista dels drets civils
- Lavinia Dock, pionera en l'educació d'infermeria, va ajudar Delano amb la secció d'infermeria de la desfilada.

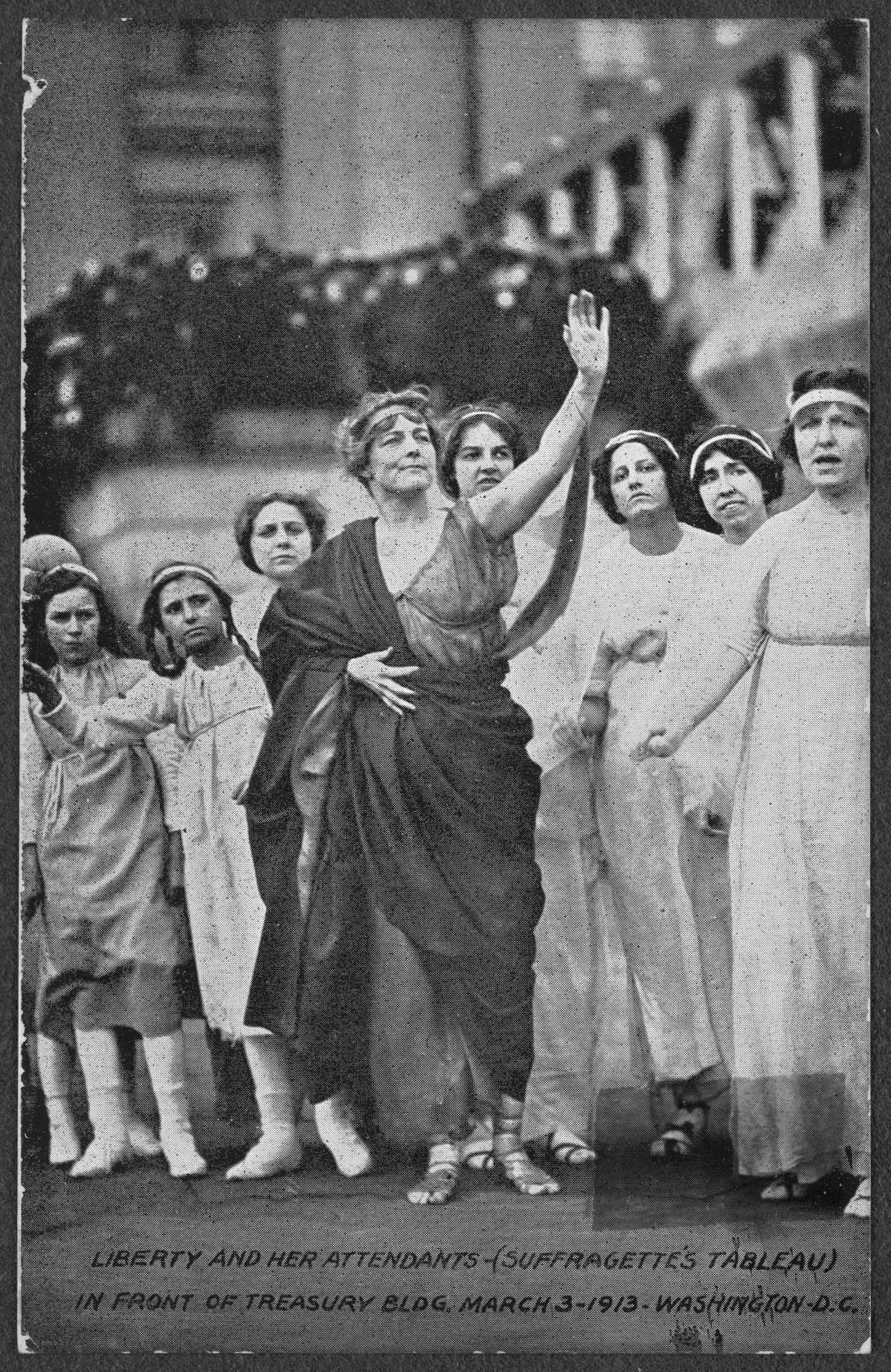
Florence Fleming Noyes com a Liberty i les seves assistentes. Un quadre de sufragi a les escales de l'edifici del Tresor. 3 de març de 1913.

- Bertha McNeil va ser una activista nord-americana pels drets civils, activista per la pau i educadora.
- Fola La Follette, actriu de Broadway de Wisconsin i activista de tota la vida, va liderar el grup d'actrius en la marxa.
- Lillian Wald, fundadora d'infermeria comunitària i implicada en la fundació de l'Associació Nacional per al Progrés de les Persones de Color coneguda per les sigles NAACP, va dirigir la secció d'infermeres.
- Georgiana Simpson, filòloga i primera dona afroamericana a rebre un doctorat als Estats Units.
- Ellen Spencer Mussey, una advocada de DC que més tard va fundar l'Associació d'Advocades Dones del Districte de Columbia, va dirigir les dones advocades a la processó. Va aconseguir una legislació al Congrés per donar a les dones de DC els mateixos drets als seus fills.
- Mary Johnston, de Virgínia, va ser una popular escriptora de ficció històrica. Va parlar a la manifestació al Continental Hall després de la desfilada.
- Estelle Willoughby Ions, una compositora de Louisiana, va dirigir la secció de músics.
- Elizabeth Thacher Kent, va treballar per aprovar la legislació de sufragi a Califòrnia, i també va ser ecologista. Va contractar i organitzar les bandes per a la processó.
- Julia Lathrop, cap de l'Oficina de la Infància dels Estats Units, va ser la primera dona que va dirigir una oficina federal, nomenada pel president Taft. Va marxar amb la pancarta de Dones al Servei de Govern.
- Annie Jenness Miller, dissenyadora de roba, defensora de la reforma del vestit, professora destacada i contractista d'obres, va organitzar el comitè de tribuna.
- Genevieve Clark Thomson, que més tard es va presentar al Congrés des de Louisiana, va dirigir la delegació de Missouri .
- Harriet Taylor Upton, que es va convertir en la primera dona a exercir com a vicepresidenta del Comitè Nacional Republicà, va dirigir la delegació des d'Ohio .
- Florence Fleming Noyes, una ballarina que va interpretar el paper de Liberty, va coreografiar tots els quadres.
- Ann Washington Craton, una organitzadora laboral que aleshores era estudiant a la Universitat George Washington i que marxava amb gorra i bata.

### Falla de seguretat
La cercavila i els quadres de l'Edifici del Tresor estava previst que comencessin simultàniament a les 15.00 h. No obstant això, el toc de trompeta que començava la processó no va sonar fins a les 15.25 h. Al capdavant hi havia diversos vehicles d'escorta policial i sis agents muntats en formació de falques. Quan el capdavant de la desfilada va arribar al carrer 5, la multitud havia bloquejat completament l'avinguda. En aquell moment, l'escorta policial semblava desaparèixer entre la multitud. Milholland i altres a cavall van utilitzar els animals per ajudar a fer retrocedir les multituds. Paul, Burns i altres membres del comitè van portar un parell d'automòbils al davant per ajudar a crear un pas per a la manifestació. La policia havia fet poc per obrir la ruta de la desfilada, tal com els havia ordenat el Congrés. Sylvester, que estava a l'estació de tren esperant l'arribada de Wilson, va saber del problema i va trucar a la unitat de cavalleria en espera a Fort Myers. Tanmateix, els soldats muntats no van arribar al lloc dels fets fins al voltant de les 4:30 pm Després van poder portar continuar la desfilada.
Els espectadors masculins i femenins van sortir al carrer, encara que els homes eren la majoria. Hi havia tant interlocutors com partidaris, però la mariscala de la desfilada, Burleson, i altres dones de la processó es van veure intimidades, especialment pels càntics hostils. The Evening Star (Washington) va publicar una ressenya destacant les respostes positives a la desfilada i al certamen. L'aixafament de persones va provocar trepitjades: més de dues-centes persones van ser ateses per ferides als hospitals locals. En un moment donat, Paul va reconèixer amb simpatia que la policia estava aclaparada i que no n'havien assignat prou a la desfilada, però aviat va canviar la seva posició per maximitzar la publicitat de la seva causa. La policia va detenir alguns espectadors i els va multar per creuar les cordes.
Abans que arribés la cavalleria, altres persones van començar a ajudar amb el control de la multitud. De vegades, els manifestants s'havien vist obligats a anar en fila per avançar. Els Boy Scouts amb porres van ajudar a fer retrocedir els espectadors. Un grup de soldats va enllaçar els braços per retenir la gent. Alguns dels negres que conduïen les carrosses també van intervenir per ajudar. Les guàrdies nacionals de Massachusetts i Pennsilvània també hi van intervenir. Finalment, els nois del Maryland Agricultural College van crear una barrera humana protegint les dones de la multitud enfadada i ajudant-les a arribar al seu destí.

### Manifestació al Continental Hall
L'acte final va ser una reunió al Memorial Continental Hall (més tard part de l'ampliat DAR Constitution Hall), la seu nacional de les Filles de la Revolució Americana. Els ponents van ser Anna Howard Shaw, Carrie Chapman Catt, Mary Johnston i Helen Adams Keller. Shaw, reflexionant sobre el fracàs de la protecció policial, va declarar que sentia vergonya de la capital nacional, però va elogiar els manifestants. També va reconèixer que podien utilitzar la publicitat sobre els errors policials en benefici de les sufragistes.

## Conseqüències

### La resposta d'Alice Paul
Tot i que primer va simpatitzar amb la força policial aclaparada a la desfilada, Paul ràpidament va aprofitar l'abús verbal que havien patit els manifestants. Va culpar la policia d'haver col·ludit amb l'oposició violenta a la manifestació no-violenta. Va demanar als participants que escrivissin declaracions jurades sobre les reaccions negatives que havien experimentat, que Paul va utilitzar per sol·licitar una acció del Congrés contra el cap Sylvester. També va utilitzar aquestes declaracions per generar comunicats de premsa a Washington i a tot el país, obtenint publicitat addicional per a la desfilada del sufragi. La publicitat resultant també va aportar donacions addicionals que van ajudar Paul a cobrir el cost de l'esdeveniment, de 13.750 dòlars.
La campanya publicitària d'Alice Paul va destacar que els manifestants havien demostrat valentia i resistència no-violenta a la multitud hostil. Diverses sufragistes van assenyalar els mitjans de comunicació que un govern que no podia protegir les seves ciutadanes no podria representar-les correctament. L'hàbil maneig de la situació per part de Paul va convertir el sufragi femení en un dels temes més tractats a Amèrica.
Paul també va orquestrar una reunió, principalment d'homes polítics que eren partidaris del sufragi, al Columbia Theatre. L'objectiu era pressionar el Congrés perquè celebrés audiències sobre la mala conducta policial. Els participants clau van incloure l'advocat activista Louis Brandeis (que es va convertir en jutge de la Cort Suprema el 1916) i el senador de Minnesota Moses Edwin Clapp. Va mantenir el seu paper en l'organització de l'esdeveniment fora dels focus.

### Resposta del Congrés

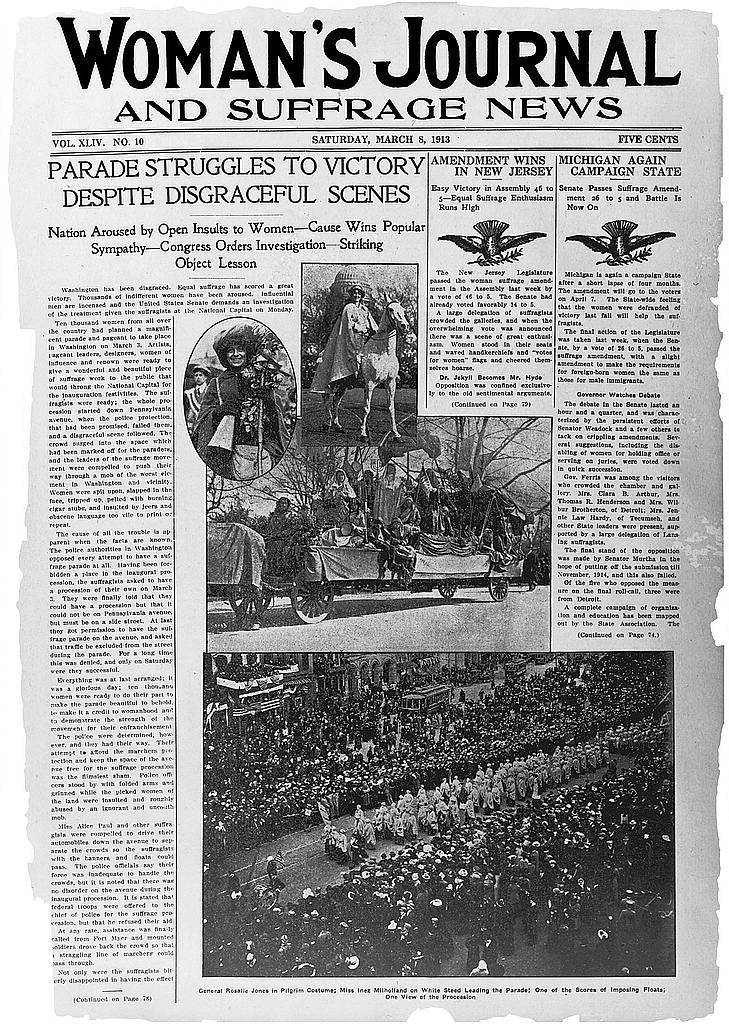
8 de març de 1913, portada del Woman's Journal

El Comitè del Senat del Districte de Colúmbia va organitzar ràpidament una audiència del subcomitè per determinar per què les multituds a la desfilada s'havien descontrolat. Van escoltar el testimoni i van llegir moltes declaracions jurades. Les audiències es van celebrar del 6 al 13 de març i del 16 al 17 d'abril. Sylvester va defensar les seves accions i va culpar els agents de policia individuals per desobeir les seves ordres. Al final, Sylvester va ser exonerat, però l'opinió pública cap a ell era desfavorable. Quan finalment es va veure obligat a dimitir el 1915 a causa d'un incident no relacionat, el mal maneig de la desfilada de 1913 va ser considerat com a fonamental per a la seva expulsió.

### President Wilson
Alice Paul i la Unió del Congrés per al Sufragi Femenís van demanar al president Wilson que impulsés al Congrés una esmena federal, començant amb una diputació a la Casa Blanca poc després de la desfilada i en diverses visites posteriors. Inicialment va respondre dient que mai havia considerat l'assumpte, tot i que havia dit a una delegació de Colorado el 1911 que estava reflexionant sobre el tema. Encara que va assegurar a les dones que ho tindria en compte, no va actuar mai sobre el tema; finalment, va remarcar rotundament que a la seva agenda no hi havia lloc per al sufragi. La diputació va desitjar que Wilson pressionés el seu partit perquè donés suport a la legislació pel sufragi. Però va adduir que no tenia cap influència sobre les accions del seu partit al Congrés.
Quan se li va preguntar si no havia estat prudent que pressionés Wilson per la seva posició sobre el sufragi femení, Alice Paul va respondre que era important que el públic conegués la seva posició perquè pogués utilitzar-la contra ell quan arribés el moment de pressionar els demòcrates en unes eleccions. Wilson va trigar fins a 1918 a canviar finalment la seva posició sobre l'esmena del sufragi.

### Impactes en el moviment sufragista
Alice Paul va inaugurar el seu lideratge en el moviment de sufragi nord-americà amb la manifestació de 1913. Aquest esdeveniment va reactivar l'empenta per a una esmena federal del sufragi femení, una causa que la NAWSA havia deixat esllanguir. Poc més d'un mes després de la desfilada, l'esmena de Susan B. Anthony es va tornar a presentar a les dues cambres del Congrés. Per primera vegada en dècades, es va debatre en el ple. La manifestació a l'avinguda Pennsylvania va ser precursora dels altres esdeveniments de Paul que, juntament amb les accions de la NAWSA,  culminarien en l'aprovació de la Dinovena Esmena a la Constitució dels EUA el 1919 i la seva ratificació el 1920.
L'enfocament de Paul en una esmena federal contrastava fortament amb l'enfocament del sufragi estat per estat que propugnava la NAWSA, cosa que donà lloc a una fractura entre el Comitè Constitucional i la junta nacional. El comitè es va desvincular de la NAWSA i es va convertir en la Unió del Congrés. La Unió del Congrés finalment va quedar subsumida en el Partit Nacional de la Dona, també liderat per Paul, el 1916.

## Diversos

### En pel·lícula
La Desfilada del sufragi femení va aparèixer a la pel·lícula de 2004 Iron Jawed Angels [Àngels de ferro], de Katja von Garnier, que narra les estratègies d'Alice Paul, Lucy Burns i el National Woman's Party [Partit Nacional de la Dona] mentre fan pressió i es manifesten per l'aprovació de la 19a Esmena a la Constitució dels EUA, que garantiria els drets de vot per a totes les dones estatunidenques.

### Moneda dels Estats Units
Amb motiu del centenari de l'aprovació de la Dinovena Esmena, el secretari del Tresor va anunciar al 2016 plans per incloure una imatge de la desfilada del sufragi femení de 1913 a la part posterior del nou bitllet de 10 dòlars. També es vol homenatjar moltes líders del moviment del sufragi, inclosos Lucretia Mott, Sojourner Truth, Susan B. Anthony, Elizabeth Cady Stanton i Alice Paul. Els dissenys de nous bitllets de 5, 10 i 20 dòlars s'havien de presentar el 2020. Més tard, es va ajornar fins al 2026.

### El racisme anti-negre
El moviment del sufragi femení, liderat al segle XIX per dones com Susan B. Anthony i Elizabeth Cady Stanton, va tenir la seva gènesi en el moviment abolicionista, però a l'alba del segle xx, l'objectiu d'Anthony del sufragi universal va quedar eclipsat per un racisme gairebé universal als Estats Units. Si bé les sufragistes anteriors havien cregut que les dues qüestions es podrien relacionar, l'aprovació de la catorzena esmena i la quinzena esmena va crear una divisió entre els drets afroamericans i el sufragi de les dones, i es va resoldre donant prioritat als drets de vot dels homes negres per sobre del sufragi universal per a tots els homes i dones. El 1903, la NAWSA va adoptar oficialment una plataforma de drets dels estats que tenia la intenció de calmar els ànims i amansir els grups de sufragi del sud dels Estats Units.

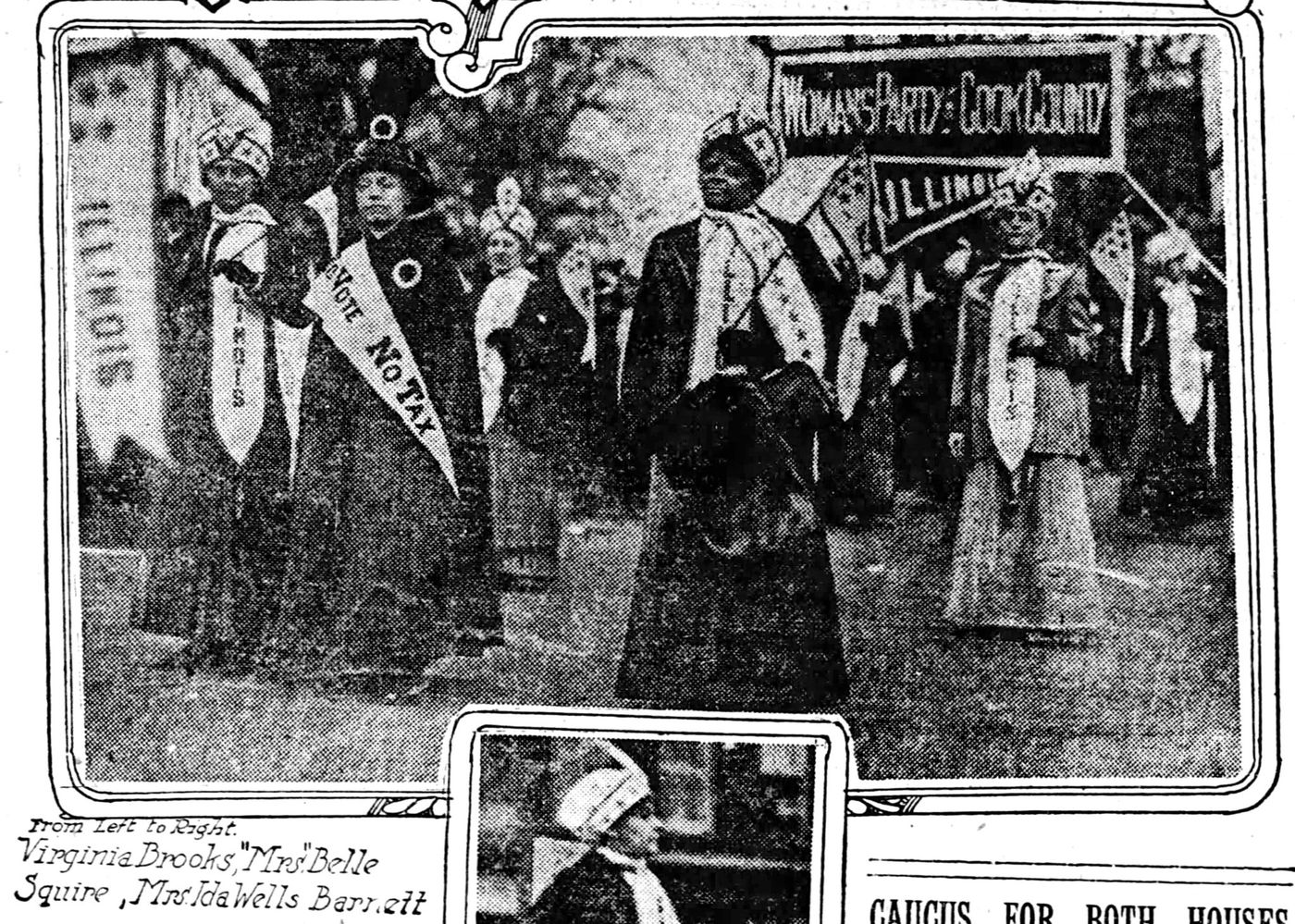
Ida B. Wells-Barnett va marxar amb la seva delegació estatal malgrat que se li havia dit que marxés amb altres persones negres en una altra secció.

Amb la prevalença de la segregació a tot el país i dins d'organitzacions com la NAWSA, els negres havien format grups d'activistes per lluitar per la seva igualtat de drets. Molts tenien estudis universitaris i estaven ressentits de l'exclusió del poder polític de què eren objecte. El cinquantè aniversari de la Proclamació d'Emancipació emesa pel president Abraham Lincoln el 1863 també es va escaure el 1913, donant-los encara més incentius per marxar a la desfilada del sufragi. Nellie Quander de la fraternitat Alpha Kappa Alpha va demanar un lloc a la secció de dones de la universitat per a les dones de Howard. En una carta datada el 17 de febrer de 1913 a Alice Paul, Quander parla del desig que les dones de Howard tinguin un lloc desitjable a la marxa i demana a Paul que identifiqui un orador adequat per reemplaçar a Jane Addams, que estava programat per dirigir-se a la fraternitat al març però que es preparava per viatjar a Egipte.
Però Gardener, nascuda a Virgínia, va intentar persuadir Paul que incloure les negres seria una mala idea perquè les delegacions del sud havien amenaçat de retirar-se de la marxa. Alice Paul havia intentat mantenir les notícies sobre les manifestants negres fora de la premsa, però quan el grup Howard va anunciar la seva intenció de participar-hi, el públic es va adonar del conflicte. Un diari va indicar que Paul va dir a alguns sufragistes negres que la NAWSA creia en la igualtat de drets per a les "dones de color", però que probablement algunes dones del sud s'oposarien a la seva presència. Una font de l'organització va insistir que la posició oficial era "permetre que els negres desfilessin, si els interessava". En una entrevista de 1974, Paul va recordar aquestes trifulques i desacords i va explicar que la situació s'havia resolt quan un quàquer al capdavant de la secció masculina va proposar que els homes marxessin entre els grups de la Universitat del Sud i Howard.
Mentre que en la memòria de Paul, es va arribar a un compromís per ordenar la desfilada com a dones del sud, després la secció masculina i, finalment, la secció de dones negres, els informes del diari de la NAACP, The Crisis, mostren els esdeveniments que es desenvolupen de manera molt diferent, amb dones negres protestant pel pla de segregar-les. El que és clar és que alguns grups van intentar, el dia de la desfilada, segregar les seves delegacions. Per exemple, una instrucció d'última hora de la presidenta de la secció de la delegació estatal, Genevieve Stone, va causar un rebombori addicional quan va demanar a l'únic membre negre de la delegació d'Illinois, Ida B. Wells-Barnett, que marxés amb el grup segregat de negres al darrere de la desfilada.  Wells-Barnett finalment es va unir a la delegació d'Illinois mentre la processó es movia per l'avinguda. Al final, les dones negres van marxar en diverses delegacions estatals, entre les quals les de Nova York i Michigan. Algunes es van unir amb les seves companyes de feina en grups professionals. També hi havia homes negres que conduïen moltes de les carrosses. Els espectadors no van tractar els participants negres de manera diferent.